# Astrodochium
Astrodochium är ett släkte av svampar. Astrodochium ingår i divisionen sporsäcksvampar och riket svampar.